# Чешский Лес
Чешский Лес (чеш. Český les, нем. Oberpfälzer Wald — со стороны Баварии — или Böhmischer Wald — со стороны Чехии) — средневысотный горный хребет длиной около 100 км вдоль германо-чешской границы. Хребет распространяется от города Вальдзассен на севере до Вальдмюнхена на юге.
Хребет протягивается от юго-западной Чехии до восточной Баварии. В самой Чехии располагается меньшая часть хребта, большая его часть лежит по другую сторону границы — в регионе Бавария на немецкой территории.
Высота до 1042 м (гора Черхов, Чехия).

## Границы
Горный хребет простирается от бассейна Хеб на северо-западе до Вшерубской горной местности, отделяющий его от Шумавского леса с юго-востока. Длина хребта составляет 80 километров.
Пейзаж местностей Чешского леса похож на пейзажи Шумавы (покрытые лесом склоны, местность, ставшая малонаселённой в результате перемещения немецкого населения после 2-й мировой войны), но, в отличие от последнего, вершины здесь имеют высоту в среднем около 300—500 м ниже. Высота отдельных пиков находится — от 600 до 1042 м. Самый высокий пик — Черхов (1042 м над уровнем моря). На вершине Черхов расположена смотровая башня Курца постройки 1893 года, названная так в честь доктора Вилема Курца, одного из основателей Клуба чешских туристов.

## Геоморфологическое подразделение
Чешский лес — самостоятельная часть массива Шумавской субпровинции. Ниже показано примерное геоморфологическое подразделение Чешского Леса:
Ческа Высочина • Шумавская субпровинция • Чешсколесская область
ЧЕРХОВСКИЙ ЛЕС Халтравская горная область
Черховский хребет (Черхов, 1042 м)
Смрчский хребет (Длоуга скала, 969 м)
Бучинско-черховский хребет (Бучина, 860 м)
Халтравский хребет (Шкарманка, 888 м)
Старогерштейнский хребет (Стары Герштейн, 878 м)
Модриновецка верховина (На скале, 691 м)
Неманицкая верховина
Лисковецкая верховина (безымянная, 720 м)
Плешская горная область (Великий Звон, 863 м)
Островская верховина
Шидляковская верховина (Пливоньские горы, 756 м)
Бистрицкая Верховина (Вышина, 708 м)
Катеринская котловина не подразделяется
не подразделяется (Букач, 571 м)
ПРИМДСКИЙ ЛЕС Малковска верховина
Малковский хребет (Пршимда, 848 м)
Нововесский мелкосопочник (безымянный, 660 м)
Велькодворский мелкосопочник (Лисковский врх, 710 м)
Плешивецкая верховина
Хоштецкая верховина (Плешивец, 766 м)
Паствинска верховина (Розсоха, 758 м)
Гавранска верховина
Тетреви верховина (Гавран, 894 м)
Павлостуденецкая верховина (Студенецкий, 798 м)
Сечская верховина (Сеч, 773 м)
Розвадовский мелкосопочник
Жебрацкий мелкосопочник (Бжезовы врх, 625 м)
Лучинский мелкосопочник (Пекло, 715 м)
ДИЛЕНСКИЙ ЛЕС Ждярска верховина
не разделяется (На вышине, 789 м)
Тишинска верховина
Хшебинецкий мелкосопочник (Гранични врх, 731 м)
Холтнская верховина (Тишина, 792 м)
Пекельский мелкосопочник (654 м)
Тшисекерский мелкосопочник
Камеништский мелкосопочник (Камениште, 719 м)
Красенский мелкосопочник (680 м)
Диленская горная область
Диленско-чупринский хребет (Дилень, 940 м)
Высоцкая верховина (770 м)
Паличский мелкосопочник (660 м)

## Геология
Для Чешского Леса типичны плоские вершины и широкие неглубокие долины с редкими выступающими пиками, а также структурные формы, образованные выветриванием и эрозией. Чешский лес состоит в основном из гнейсов, в гораздо меньшей степени гранитов. Линии разломов более крутые и заметные на восточных склонах..

## Охрана природы
В 2005 году была основана охраняемая природная территория «Чешский Лес», состоящая из нескольких небольших охраняемых территорий. Лесонасаждения, занимающие основную часть площади, состоят в основном из монокультуры — ели, а оригинальные пихты сохранились только в некоторых немногих местах. На немецкой стороне продолжением природной охраняемой территории служат: Природный парк Пфальцский лес и Северный природный парк Пфальцский лес (соответственно Naturpark Oberpfälzer Wald и Naturpark Nördlicher Oberpfälzer Wald.)